# Специјална способност
Специјална способност је назив за било коју посебну способност решавања једне врсте теста, задатка или извођења неке посебне активности. Према теорији два фактора, ова специјална способност, за разлику од опште способности, објашњава успех само у некој посебној интелектуалној делатности или вештини.